# George Arthur Miller
George Arthur Miller (Kensington, Londres, 6 de desembre de 1867 – Oceà Atlàntic, 21 de febrer de 1935) va ser un jugador de polo anglès. De jove estudià al Marlborough College i al Trinity College. Era germà del també jugador de polo Charles Darley Miller.
El 1908 va prendre part en els Jocs Olímpics de Londres, on guanyà la medalla d'or en la competició de polo, com a integrant de l'equip Roehampton. En aquest equip també hi competien Charles Darley Miller, Patteson Nickalls i Herbert Haydon Wilson.
A banda d'aquesta victòria, com a jugador de golf destaquen sis edicions de la Champions Cup i dues de la Ranelagh Open Cup. Fou capità de la selecció anglesa a la Westchester Cup de 1920.